# Edward Gibson
Edward George Gibson (* 8. listopadu 1936, Buffalo, stát New York, USA) je bývalý americký vědec a astronaut, který se zúčastnil letu na stanici Skylab.

## Život

### Mládí a výcvik
Jako dítě byl dosti nemocný, často ležel v nemocnici. Otec se rozhodl jej uzdravit intenzivním sportováním, nutil jej často běhat a hrát fotbal. Léčebná kúra dokonale zabrala. Po základní a střední škole se dostal v roce na University of Rochester a v roce 1959 ji úspěšně absolvoval. V roce 1965 dokázat obhájit doktorát fyzikálních věd na kalifornském technologickém institutu (California Institute of Technology). Pak přijal místo v laboratoři praktických výzkumů firmy Phileo Corp. Napsal výtečnou monografii s názvem Klidné Slunce. Je ženatý a má čtyři děti. Do týmu astronautů byl přijat v červnu 1965. Napřed prošel ročním leteckým výcvikem na vojenské základně Williams v Arizoně, pak následoval vlastní kosmonautický výcvik.

### Let do vesmíru
Kosmická loď Skylab 4 odstartovala z kosmodromu na mysu Canaveral v listopadu 1973. Na palubě byli s Gibsonem ještě astronauti Gerald Carr a William Pogue. Ještě tentýž den startu se spojili s orbitální stanici Skylab 1 a zůstali zde rekordní dobu téměř 3 měsíců (84 dní). Byla to poslední expedice na tuto stanici, vyplněná desítkami vědeckých pokusů, výstupy do vesmíru a sledováním tehdy dobře viditelné Kohoutkovy komety. Zpáteční cesta na Zemi proběhla bez problémů a také přistání v kabině s pomocí padáků na hladině Tichého oceánu.
- Skylab 4 (16. listopadu 1973 – 8. února 1974)

### Po skončení letu
Po několika měsících od návratu na Zemi se Gibson rozhodl z NASA odejít a u společnosti Aerospace Corporation se věnoval vyhodnocování celého programu Skylab. Podílel se i na přípravě možných využití připravované evropské orbitální stanice Spacelab. V březnu 1977 se k NASA na tři roky vrátil.. V roce 1993 byl prezidentem společnosti Gibson International Corp., Carlsbad.